# Allsvenskan 2003
L'edizione 2003 del campionato di calcio svedese (Allsvenskan) vide la vittoria finale del Djurgårdens IF.
Capocannoniere del torneo fu Niklas Skoog (Malmö FF), con 22 reti.

## Classifica finale
|    | Classifica      | G  | V  | N  | P  | GF | GS | Diff | Punti |
| -- | --------------- | -- | -- | -- | -- | -- | -- | ---- | ----- |
| 1  | Djurgården      | 26 | 19 | 1  | 6  | 62 | 26 | +36  | 58    |
| 2  | Hammarby        | 26 | 15 | 6  | 5  | 50 | 30 | +20  | 51    |
| 3  | Malmö FF        | 26 | 14 | 6  | 6  | 50 | 23 | +17  | 48    |
| 4  | Örgryte         | 26 | 14 | 3  | 9  | 42 | 40 | +2   | 45    |
| 5  | AIK             | 26 | 11 | 6  | 9  | 39 | 34 | +5   | 39    |
| 6  | Helsingborg     | 26 | 11 | 5  | 10 | 35 | 36 | -1   | 38    |
| 7  | IFK Göteborg    | 26 | 10 | 7  | 9  | 37 | 28 | +9   | 37    |
| 8  | Örebro          | 26 | 10 | 7  | 9  | 29 | 33 | -4   | 37    |
| 9  | Halmstad        | 26 | 11 | 3  | 12 | 41 | 37 | +4   | 36    |
| 10 | Elfsborg        | 26 | 9  | 7  | 10 | 29 | 34 | -5   | 34    |
| 11 | Landskrona BoIS | 26 | 8  | 8  | 10 | 26 | 39 | -13  | 32    |
| 12 | GIF Sundsvall   | 26 | 3  | 10 | 13 | 25 | 43 | -18  | 19    |
| 13 | Öster           | 26 | 3  | 8  | 15 | 31 | 56 | -25  | 17    |
| 14 | Enköpings SK    | 26 | 3  | 5  | 18 | 22 | 59 | -37  | 14    |

## Spareggio salvezza/promozione
Allo spareggio salvezza/promozione vennero ammesse la dodicesima classificata in Allsvenskan (GIF Sundsvall) e la terza classificata in Superettan (BK Häcken).
|               | Risultati   |               | Luogo e data               |
| ------------- | ----------- | ------------- | -------------------------- |
| Häcken        | 1 - 2       | GIF Sundsvall | Göteborg, 30 ottobre 2003  |
| GIF Sundsvall | 0 - 1 (gfc) | Häcken        | Sundsvall, 2 novembre 2003 |
|               |             |               |                            |

## Verdetti
- Djurgårdens IF campione di Svezia 2003.
- Östers IF e Enköpings SK retrocesse in Superettan.